# Sunshine Coast
Sunshine Coast (en español: Costa soleada) es una zona urbana australiana ubicada en el sudeste del estado de Queensland, al norte de Brisbane, la capital estatal, en la costa del océano Pacífico. A pesar de no contar con un distrito central de negocios, se sitúa como la novena metrópoli más grande de Australia y la tercera más grande de Queensland. De acuerdo con el censo de Australia de 2011 la región registró una población de 270 270 habitantes.
El área fue colonizada por primera vez por los europeos en el siglo XIX, contando con un desarrollo el cual fue progresando lentamente hasta que el turismo se convirtió en una industria importante. El área contaba con varios centros costeros en Caloundra, Kawana, Maroochydore y Noosa Heads. Nambour y Maleny se han desarrollado como centros comerciales principales de la zona de influencia.

## Historia
Las montañas de Glass House, situadas al suroeste de Caloundra, fueron vistas por primera vez por James Cook desde la cubierta de su pequeño HMB Endeavour en 1770.
En los años de 1820, Sunshine Coast vio sus primeros habitantes blancos: tres náufragos (Finnegan, Pamphlet y Parsons) que compartieron la vida de los locales (Kabi Kabi) durante ocho meses. Posteriormente, durante la década de 1830 a 1840, el distrito se convirtió en el hogar de numerosos convictos, solo al norte de Moreton Bay.
En 1841, Sunshine Coast y sus alrededores estaban bajo el gobernador Gibbsel. Desde el Mt Beerwah hasta Eumundi fue declarada la (reserva Bunya Bunya) para la protección del árbol bunya conocido en español como Araucaria australiana, después de haber sido advertido por la importancia de los aborígenes por Andrew Petrie. Sin embargo, durante los años 1840 y 1850, la reserva Bunya Bunya y sus alrededores fue el escenario de algunos de los enfrentamientos más encarnizados de Australia la Guerra negra. La cordillera Blackall sirvió como refugio y punto de encuentro para los ataques contra los colonos blancos. En la década de 1850 algunas personas y ganaderos estaban explotando la zona y en 1860, la reserva Bunya Bunya fue desechada.
Muchas de las ciudades del área Sunshine Coast comenzó como puertos de la industria de la madera durante los años 1860 y 1870, ya que la zona contó con magníficos bosques. Del mismo modo se construyeron vías para transportar la madera y los ríos y lagos sirvieron como vías marítimas. La madera impulsó el área y se llegó a vender en zonas tan distantes como Europa.
Con la llegada de la fiebre del oro esta región fue creciendo haciéndola conectar con mejores carreteras y también con vías férreas.
Por la década de 1890, el cultivo de diversas frutas y los lácteos sustituyó la economía ganadera y de madera de las décadas anteriores. La caña de azúcar y piña tuvieron gran importancia. Muchas pequeñas aldeas y pueblos surgieron en la época.
Especialmente después de la Segunda Guerra Mundial, el área se convirtió en destino de surf. Esta tendencia se amplió en el auge del desarrollo de los años 1960 y 1970 Al mismo tiempo, varios parques temáticos se crearon. Durante los años 1960 y 1970 el área atrajo diferentes estilos de economía como artesanía, cooperativas, centros espirituales, sobre todo en el interior.
Después de la década de 1980, Sunshine Coast experimentó un crecimiento acelerado de la población. Ahora es una de las regiones de más rápido crecimiento en Australia. A medida que la región es cada vez más poblada, las pequeñas granjas del distrito - en especial las granjas de frutas tropicales han desaparecido, al igual que la mayoría de sus parques temáticos. En cambio el turismo han adquirido una importancia al creciente.

## Clima
| Parámetros climáticos promedio de Sunshine Coast, Queensland, Australia | Parámetros climáticos promedio de Sunshine Coast, Queensland, Australia | Parámetros climáticos promedio de Sunshine Coast, Queensland, Australia | Parámetros climáticos promedio de Sunshine Coast, Queensland, Australia | Parámetros climáticos promedio de Sunshine Coast, Queensland, Australia | Parámetros climáticos promedio de Sunshine Coast, Queensland, Australia | Parámetros climáticos promedio de Sunshine Coast, Queensland, Australia | Parámetros climáticos promedio de Sunshine Coast, Queensland, Australia | Parámetros climáticos promedio de Sunshine Coast, Queensland, Australia | Parámetros climáticos promedio de Sunshine Coast, Queensland, Australia | Parámetros climáticos promedio de Sunshine Coast, Queensland, Australia | Parámetros climáticos promedio de Sunshine Coast, Queensland, Australia | Parámetros climáticos promedio de Sunshine Coast, Queensland, Australia | Parámetros climáticos promedio de Sunshine Coast, Queensland, Australia |
| Mes                                                                     | Ene.                                                                    | Feb.                                                                    | Mar.                                                                    | Abr.                                                                    | May.                                                                    | Jun.                                                                    | Jul.                                                                    | Ago.                                                                    | Sep.                                                                    | Oct.                                                                    | Nov.                                                                    | Dic.                                                                    | Anual                                                                   |
| ----------------------------------------------------------------------- | ----------------------------------------------------------------------- | ----------------------------------------------------------------------- | ----------------------------------------------------------------------- | ----------------------------------------------------------------------- | ----------------------------------------------------------------------- | ----------------------------------------------------------------------- | ----------------------------------------------------------------------- | ----------------------------------------------------------------------- | ----------------------------------------------------------------------- | ----------------------------------------------------------------------- | ----------------------------------------------------------------------- | ----------------------------------------------------------------------- | ----------------------------------------------------------------------- |
| Temp. máx. abs. (°C)                                                    | 41.3                                                                    | 38.7                                                                    | 36.2                                                                    | 33.5                                                                    | 29.7                                                                    | 28.3                                                                    | 27.7                                                                    | 35.0                                                                    | 34.1                                                                    | 37.0                                                                    | 41.0                                                                    | 38.4                                                                    | 41.3                                                                    |
| Temp. máx. media (°C)                                                   | 28.9                                                                    | 28.8                                                                    | 27.9                                                                    | 25.9                                                                    | 23.4                                                                    | 21.3                                                                    | 20.9                                                                    | 22.0                                                                    | 24.2                                                                    | 25.6                                                                    | 27.1                                                                    | 28.3                                                                    | 25.4                                                                    |
| Temp. mín. media (°C)                                                   | 21.2                                                                    | 21.3                                                                    | 20.0                                                                    | 16.9                                                                    | 13.5                                                                    | 11.4                                                                    | 9.5                                                                     | 9.9                                                                     | 12.9                                                                    | 15.6                                                                    | 17.9                                                                    | 19.7                                                                    | 15.8                                                                    |
| Temp. mín. abs. (°C)                                                    | 14.5                                                                    | 14.4                                                                    | 10.9                                                                    | 7.3                                                                     | 3.5                                                                     | 1.5                                                                     | -0.7                                                                    | 1.4                                                                     | 3.4                                                                     | 7.6                                                                     | 5.7                                                                     | 10.0                                                                    | -0.7                                                                    |
| Precipitación total (mm)                                                | 154.3                                                                   | 193.0                                                                   | 161.4                                                                   | 165.4                                                                   | 157.4                                                                   | 117.2                                                                   | 66.4                                                                    | 82.2                                                                    | 57.1                                                                    | 72.3                                                                    | 83.6                                                                    | 147.2                                                                   | 1478.5                                                                  |
| Días de precipitaciones (≥ 1 mm)                                        | 10.6                                                                    | 11.3                                                                    | 11.4                                                                    | 11.6                                                                    | 10.0                                                                    | 9.5                                                                     | 6.8                                                                     | 5.5                                                                     | 5.6                                                                     | 6.9                                                                     | 6.7                                                                     | 9.9                                                                     | 105.8                                                                   |
| Humedad relativa (%)                                                    | 70                                                                      | 71                                                                      | 69                                                                      | 68                                                                      | 65                                                                      | 63                                                                      | 59                                                                      | 59                                                                      | 63                                                                      | 66                                                                      | 67                                                                      | 69                                                                      | 66                                                                      |
| Fuente: Bureau of Meteorology                                           |                                                                         |                                                                         |                                                                         |                                                                         |                                                                         |                                                                         |                                                                         |                                                                         |                                                                         |                                                                         |                                                                         |                                                                         |                                                                         |